# کاتب چلبی
حاجی خلیفه (تولد قسطنطنیه در سال ۱۰۱۷ – مرگ قسطنطنیه در سال ۱۰۶۷) جغرافی‌دان و تاریخ‌نگار ترک بود.
لقب وی «کاتب چلبی» (به ترکی استانبولی: Kâtip Çelebi) و نامش مصطفی فرزند عبدالله بود. وی در نوجوانی وارد لشکر عثمانی گردید و تقریباً در طی ۱۳ سال به‌طور مداوم در لشکرکشی‌های امپراتوری عثمانی به سمت شرق آن امپراتوری و جنگ با ایران و لشکر کشی به همدان یا محاصره بغداد حضور داشته‌است. وی بعد از سفر حج به زادگاهش برگشته و با ثروت فراوانی که داشت اقدام به تألیف و نوشتن کتاب نمود.

## زندگی
حاجی خلیفه. [خَ فَ] (اِخ) مصطفی بن عبدﷲ، کاتب چلبی، معروف به حاج خلیفه، از مورخین بزرگ سده یازدهم است. زایش وی، ماه ذیقعده سنهٔ ۱۰۱۷ (قمری) در قسطنطنیه (کنستانتینپول) بوده‌است. در ۱۴ سالگی به خدمت سلاحداری، که پدر او نیز این کار داشت مشغول شد و در همین وقت چون شاگردی بدیوان محاسبات آناتولی (آناتولی محاسب قلمی) درآمده و در سال۱۰۳۲ نظارت خراج را در کشور روم عهده‌دار شده‌است. از سال ۱۰۳۳ تا سال ۱۰۴۵ پیوسته با سپاهیان ترک، در مرزهای آناتولی بود به این ترتیب که در اواخر سال۱۰۳۳ بجنگ اباظه پاشا، که سر از اطاعت باب عالی باز زده بود، پرداخت و در سال۱۰۳۵ در محاصرهٔ بغداد (۱۱ صفر تا ۷ شوال سال۱۰۳۵)، علیه ایرانیان، شرکت کرد؛ و پس از آن در جنگ دوم (از اول محرم تا ۱۶ ربیع‌الاول سال۱۰۳۷) و جنگ سوم (از ۶ تا ۲۲ محرم ۱۰۳۸) با اباظه پاشا، یعنی محاصرهٔ ارضروم، شرکت کرد و در اواخر ربیع‌الثانی سال۱۰۳۸ به استانبول بازگشت. پدر وی در ذیقعدهٔ سال۱۰۳۵ در موصل درگذشت؛ و حاجی خلیفه از این هنگام سمت نظارت دیوان سپاهیان سوار (سواری باش) یافته‌است و هم در ماه شوال سال ۱۰۳۸، با سپاهیانی که به فرماندهی وزیر خسرو پاشا، برای جنگ با ایرانیان می‌رفتند، برفت و جنگ همدان (اواخر سال۱۰۳۹) و محاصرهٔ بغداد (از ۲۲ صفر تا ۸ ربیع‌الاول سال ۱۰۴۰) را بدید و در اواخر سال ۱۰۴۰ به قسطنطنیه بازگشت؛ و عاقبت جنگ بزرگی را که بین ترکان و ایرانیان روی داد و سپهسالاری لشکر ترک با شخص سلطان مراد بود، و از سال ۱۰۴۳ تا سال۱۰۴۵ ادامه داشت، درک کرد و در زمستان سال۱۰۴۳ که لشکریان بحلب بودند، حاجی خلیفه به زیارت کعبه شتافت و کتابخانه‌های بزرگ را دیدن کرد و در ماه رجب سال ۱۰۴۵ به استانبول بازگشت و به مطالعه و تألیف پرداخت و در سال ۱۰۵۵ جنگ اقریطش را نیز بدید و در همین سال (۱۰۵۵) از کار بر کنار شد و پس از سه سال، به مساعدت طرفداران خود، با منصب و لقب «خلیفه» بکار خود مشغول شد و از این هنگام به «حاجی خلیفه» معروف گردید.

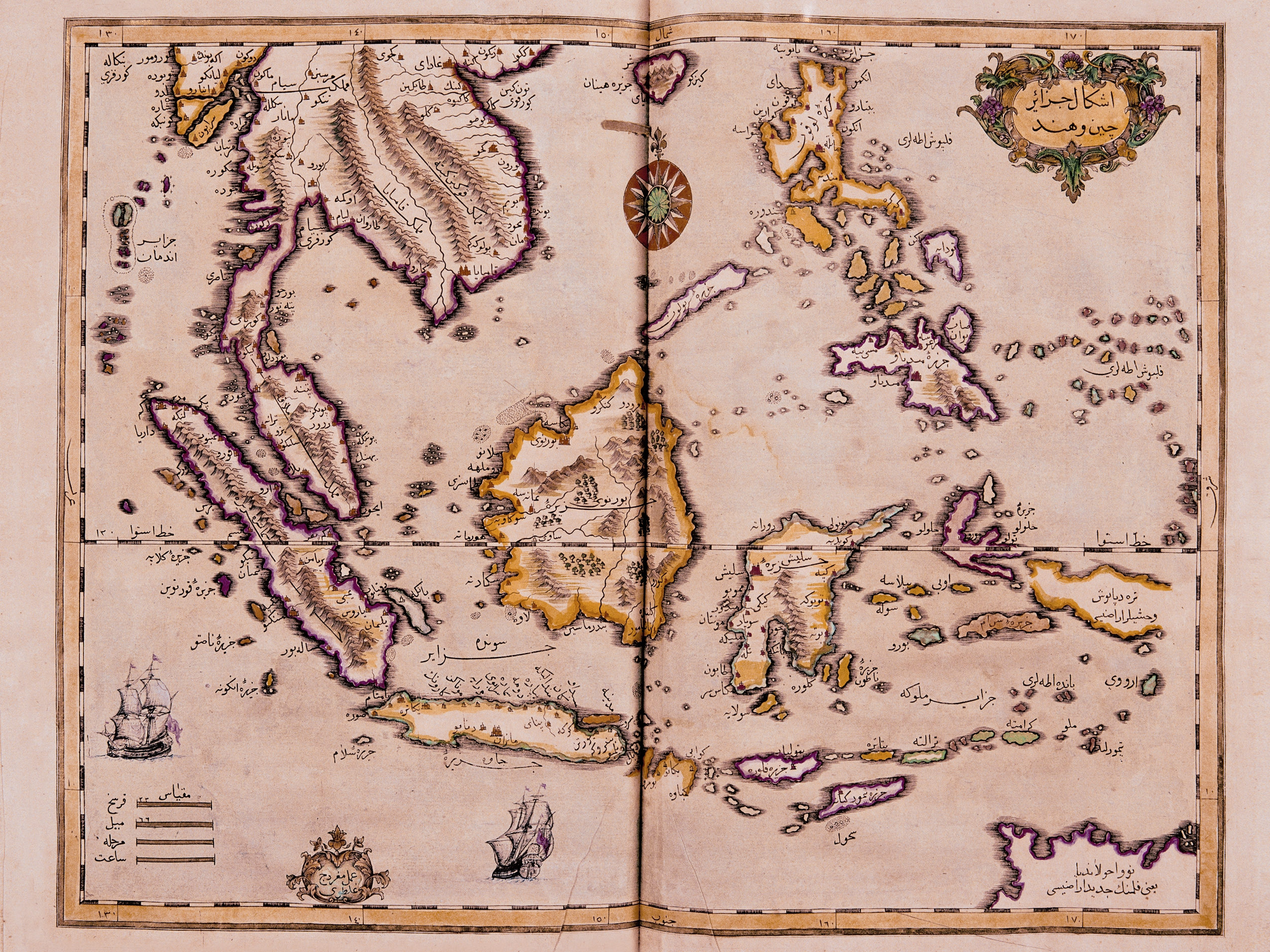
This map of the کاتب چلبی’s Cihannuma (Universal Geography), the first printed book of maps and drawings to appear in the جهان اسلام.

## آثار
از آثار وی می‌توان به موارد زیر اشاره نمود:
- «کشف الظنون» به زبان عربی در رابطه با فهرست نگاری.
- «تقویم التواریخ» به زبان فارسی و ترکی در رابطه با تاریخ.
- جهان‌نما به زبان ترکی دربارهٔ جغرافیای جهان.
- «سلم الوصول الی طبقات الفحول» به زبان عربی و در رابطه با زندگی برخی مشاهیر.
- «تحفة الاخبار» در رابطه با سخنان پند آموز.
- «دستور العمل فی اصلاح الخلل» در رابطه با اصلاحات مالی.
- فذلکه التواریخ» به زبان عربی و ترکی در رابطه با تاریخ.
- تحفة الکبار فی اسفار البحار دربارهٔ تاریخ جنگ‌های دریایی امپراتوری عثمانی.
- «میزان الحق» به زبان ترکی و در رابطه با عقاید و کلام.

آثار وی به ترتیب تاریخ تألیف بدین قرار است:
۱ - فذلکه. کتاب مختصری است بزبان عربی و شامل تاریخ تقریباً ۱۵۰ سلسله. این کتاب خلاصه‌ای است از کتاب جنّابی با اضافاتی از مؤلف، و تاریخ تألیف آن سال ۱۰۵۱ است.
۲ - حاشیه‌ای بر تفسیر بیضاوی که آن را بسال ۱۰۵۲ نوشته‌است.
۳ - شرحی بر محمدیهٔ علی فوشچی منجم، که آن را بپایان نرسانده و اکنون در دست نیست.
۴ - جامع المتون، مشتمل بررسی متن از متون معتبره و خود مؤلف بار دیگر دوازده متن آن را انتخاب و «مختصر جامع المتون» نامیده‌است و تاریخ تألیف آن معلوم نیست و چون در جلد اول کشف الظنون نام این کتب آمده ۞ باید گفت مسلماً پیش از سنهٔ ۱۰۶۴ که سال اتمام ترتیب جلد اول کتاب مزبور است تألیف شده‌است.
۵ - تقویم التواریخ، کتابی است بزبان ترکی و چنان‌که خودمؤلف، در کشف الظنون ۞ گوید نتیجهٔ کتب تاریخ است و آن را در دو ماه از ماه‌های سال ۱۰۵۸ مسوده کرده‌است و تواریخ معموله را در آن آورده و وقایع را در جدول هائی ذکر کرده و آن را در دو نسخه، که یکی سه کراسه و هر صفحه از آن شامل ۵۰ سال است و دیگری ده کراسه و هر صفحهٔ آن شامل ۲۰ سال است قرار داده؛ و این کتاب فهرست مانندی است برای کتب تاریخ، و بخصوص کتاب فذلکهٔ سابق‌الذکر مؤلف. مقدمه و خاتمهٔ جامعالمتون بترکی و خود کتاب بفارسی است.
۶ - جهان‌نما (نسخهٔ اول). کتابی است بزبان ترکی در هیئت و جغرافیا. چنان‌که خود مؤلف در کشف الظنون ۞ گوید این کتاب دو قسمت است: یکی دریاها، و صور آنها، و جزائر؛ و دیگری خشکی، اعم از شهرها و نهرها و کوه‌ها و مسالک و ممالک آن. این کتاب به ترتیب حروف هجا و شامل اکتشافات جغرافیائی بعد از سدهٔ نهم می‌باشد. تاریخ تألیف جهان‌نما سنهٔ ۱۰۵۸ است و حاجی خلیفه آن را به نام سلطان محمد رابع کرده‌است.
۷ - سلم الوصول الی طبقات الفحول، کتابی است بزبان عربی، در ترجمهٔ احوال بزرگان. جلد اول این کتاب در سال ۱۰۶۱ و ۱۰۶۲ پاکنویس شده‌است.
۸ - تحفةالاخیار فی الحکم و الامثال والاشعار. کتابی است شامل پند و امثال و مرتب به ترتیب حروف هجا و تاریخ تألیف آن ۱۰۶۱ یا ۱۰۶۳ است.
۹ - کشف الظنون عن اسامی الکتب والفنون. دائرةالمعارفی است بزبان عربی، در نام کتابهای فارسی و عربی و ترکی تا زمان مؤلف و شامل تعریفاتی است از علوم مختلفه. حاجی خلیفه در تألیف این کتاب بیست سال وقت صرف کرده‌است و جلد اول آن در سال ۱۰۶۴ بپایان رسیده‌است. این کتاب به همت فلوگل، از سال ۱۸۳۵ تا سال ۱۸۵۸م. در لایپزیگ، با ترجمهٔ لاتینی، در هفت مجلد، و بسال ۱۲۷۴ در بولاق مصر، در دو مجلد، و در سنهٔ ۱۳۱۱ در استانبول، در دو مجلد، و اخیراً نیز در استانبول، در دو جلد، بطبع رسیده‌است.
۱۰ - لوامع النور فی ظلمة اطلس مینور. ترجمه‌ای است بزبان ترکی از اطلس مینور ۞ که در سنهٔ ۱۶۲۱ م. در آرنهم ۞ بطبع رسیده؛ و تألیف آن درسنهٔ ۱۰۶۴ و ۱۰۶۵ پایان رسیده‌است.
1. جهان‌نما. (نسخهٔ دوم)، کتابی است در هیئت، بزبان ترکی، مؤلف در این کتاب آثار جغرافیدان‌ها و نقشه‌کش‌های اولی اروپا از قبیل: اُرْتلیوس و ژرار مرکاتور و کلووریوس را اساس کار خودقرار داده‌است.
2. ترجمه‌ای از تاریخ خالکو کندیلاس ۞ بیزانسی، نویسندهٔ مائهٔ شانزدهم.
3. رونق السلطنه. ترجمه‌ای است در باب تاریخ قسطنطنیه.
4. ترجمهٔ فذلکه بزبان ترکی.
5. الالهام المقدس من الفیض الاقدس

۱۶ - دستورالعمل فی اصلاح الخلل، رساله‌ای است در باب اصلاحات مالی، که آن رادر سال ۱۰۶۳ تألیف کرده‌است.
۱۷ - رجم الرجیم بالسین والمیم
۱۸ و ۱۹ و۲۰ - مجموعهٔ تاریخی و ادبی در سه دفتر که خلاصهٔ سیصد تألیف است.
۲۱ - فذلکةالتواریخ. کتابی است بزبان ترکی و دنبالهٔ فذلکه است و شامل تاریخ آل عثمان از سنهٔ ۱۰۰۰ تا اوائل سنهٔ ۱۰۶۵ این کتاب از سال ۱۲۸۶ تا سال ۱۲۸۷ هَ.ق. در استانبول بطبع رسیده‌است.
۲۲ - تحفةالکبار فی اسفار البحار. تاریخی است در باب جنگهای دریائی ترکیه که در سنهٔ ۱۱۴۱ در استانبول بطبع رسیده و جیمز میچل ۞ آن را به انگلیسی ترجمه کرده و در سنهٔ ۱۸۳۱ م. در لندن بطبع رسیده‌است.
۲۳ - میزان الحق فی اختیار الاحق ّ که تألیف آن را در ماه صفر ۱۰۶۷ به پایان رسانیده‌است. حاجی خلیفه تا زمان ابراهیم پاشا داماد حیات داشته‌است وفات او در ۱۷ ذیحجه سنهٔ ۱۰۶۷، در حدود پنجاه سالگی است. رجوع به کشف الظنون چ ۱ استانبول ج ۱ ص ۳۲۱ و ۳۸۴ و ۴۱۴ و قاموس الاعلام ترکی ج ۵ ص ۳۸۰۶ و ۳۸۰۷ و الاعلام زرکلی ج ۳ ص و ۱۰۴۲ و معجم المطبوعات ستون ۷۳۳ و ص ۱۴۵۹ و اکتفاء القنوع بماهو مطبوع ص ۷ و ۵۰ و ۱۴۷ و ۳۶۶ و ۳۷۴ و ۳۷۷ و ۳۷۸ و دائرةالمعارف اسلام ج ۲ ص ۲۱۷و ۲۱۸ شود.

## کتاب جهان‌نما
یکی از کتب کاتب چلبی با عنوان «جهان نـُما» (Cihannüma)، اثری است که تمامی اطلاعات جغرافیایی آن زمان را در خود جای داده‌است. این کتاب در دو نوبت مجزا نگارش یافته‌است و با عنوان جهان‌نمای اول و جهان‌نمای دوم شناخته می‌شود. اطلاعات درج شده در این اثر، نه تنها از سیاحان و جغرافی‌دانان مسلمان، بلکه از نویسندگان اروپایی مانند گ. مرکاتور و ل. هوندیوس و از آثار اورتلیوس و کلووریوس نیز بدست آمده‌است. در این اثر، برای هر سرزمین دربارهٔ نام، موقعیت و اوضاع جغرافیایی، مراکز اداری و شهرهای عمده، راه‌ها و منازل، تأسیسات و بناها و تاریخ شهرها، اطلاعاتی آورده شده‌است. یکی از نکات بارز جهان‌نما تصاویر و نقشه‌های آن است. جهان‌نما را نخستین تلاش علمی برای مقایسه اطلاعات متون جغرافیایی اروپایی با متون جغرافیایی اسلامی دانسته‌اند و گفته‌اند که تا آن زمان در اروپا چنین کاری صورت نگرفته بود.

### ایران در جهان‌نما

persia (ایران) در دوره صفویه ترسیم شده توسط کاتب چلبی

در بخش دوم جهان‌نما، از فصل بیست‌وچهارم مطالب دربارهٔ ایران آغاز می‌شود و تا فصل سی‌ودوم ادامه می‌یابد.

## پی‌نوشت
1. ↑  «انتشار نقشهٔ کاتب چلبی از ایران برای اولین بار». پارسینه. ۸ شهریور ۱۳۹۱.